# Bulbophyllum lemniscatoides
Bulbophyllum lemniscatoides är en orkidéart som beskrevs av Robert Allen Rolfe. Bulbophyllum lemniscatoides ingår i släktet Bulbophyllum och familjen orkidéer.

## Underarter
Arten delas in i följande underarter:
- B. l. exappendiculatum
- B. l. lemniscatoides